# Montenegro i olympiska vinterspelen 2018
Montenegro deltog i de olympiska vinterspelen 2018 i Pyeongchang, Sydkorea, med en trupp på tre atleter (en man, två kvinnor) fördelat på två sporter.
Vid invigningsceremonin bars Montenegros flagga av alpina skidåkaren Jelena Vujicic.